# Ivan Garofalo
Ivan Garofalo (* 12. Juni 1948 in Catania) ist ein italienischer Gräzist und Medizinhistoriker. 
Garofalo absolvierte seine akademische Laufbahn an der Universität Siena. Von 1975 bis 1984 war er dort Assistent für griechische Literatur, von 1984 an assoziierter Professor für die Geschichte der Medizin, ab 1992 assoziierter Professor für die Geschichte der griechischen Sprache, ab Februar 2000 außerordentlicher Professor für die Geschichte der klassischen Sprachen. Seit 2003 ist er dort ordentlicher Professor.
Garofalos Hauptarbeitsgebiet ist die Edition, Kommentierung und Übersetzung altgriechischer, byzantinischer und arabischer Texte zur antiken Medizin und Biologie. 
Er ist Mitglied der Unité de recherches Médecine antique des französischen CNRS in Paris, hat zahlreiche Kongressbeiträge zu Hippokrates, Galen, der lateinischen Medizin und der Edition antiker medizinischer Texte veröffentlicht und ist in die wissenschaftlichen Beiräte der Zeitschriften Medicina nei Secoli, Medicina e storia und Fontes berufen worden.
Garofalo war zusammen mit Daniela Manetti Mitarbeiter an dem griechisch-italienischen Wörterbuch, das 1995 von Franco Montanari herausgegeben wurde und seither als Standardwerk gilt. 
Garofalo ist außerdem Begründer und Herausgeber der seit 2007 erscheinenden Zeitschrift Galenos. Rivista di filologia dei testi medici antichi, eines speziell der Edition, Übersetzung und Kommentierung und allen sonstigen philologischen Aspekten antiker medizinischer Texte gewidmeten Periodikums. Zu seinen engen Mitarbeitern in diesem Rahmen wie in sonstiger Hinsicht zählte Alessandro Lami (1949–2015).

## Veröffentlichungen (Auswahl)
- Nell’officina del filologo: studi sui testi e i loro lettori. (Biblioteca di “Galenos”, 7). Fabrizio Serra editore, Pisa 2022.
- Galien, Tome VIII: L’anatomie des nerfs, l’anatomie des veines et des artères. Texte établi et annoté par I. Garofalo, traduit par Ivan Garofalo et A. Debru. Paris, Les Belles Lettres 2006.
- Galien, Tome VII: L’anatomie des os, l’anatomie des muscles. Texte établi et annoté par Ivan Garofalo, traduit par Armelle Debru et Ivan Garofalo, Paris Les Belles Lettres 2005.
- Agostino Gadaldini (1515–1575) et le Galien latin. In: V. Boudon–Millot, G. Cobolet (Hrsg.), Lire les medecins grecs à la Renaissance, Paris 2004, p. 284–321.
- Anonymi Medici De morbis acutis et chroniis. Edited with commentary by Ivan Garofalo. Translated by Brian Fuchs. E. J. Brill, Leiden 1997 (Studies in Ancient Medicine, 12).
- Franco Montanari (Hrsg., unter Mitarbeit von Ivan Garofalo und Daniela Manetti): GI – Vocabolario della lingua greca. Loescher, Turin 1995, zweite, erweiterte und überarbeitete Auflage 2006, dritte Auflage 2013.
  - Englische Ausgabe der dritten Auflage: The Brill Dictionary of Ancient Greek. Edited by Madeleine Goh and Chad Schroeder, under the auspices of the Center for Hellenic Studies. Advisory Editors: Gregory Nagy and Leonard Muellner. Brill, Leiden 2014.
- I Procedimenti Anatomici di Galeno. Testo greco e traduzione araba (kritische Textausgabe), Neapel 1986 und 2000, mit italienischer Übersetzung und Kommentar, Mailand 1991.
- Erasistrato, I frammenti. Collegit et digessit Ivan Garofalo. Giardini, Pisa 1988.